# Kdo přežije: Caramoan
Kdo přežije: Caramoan — Fanoušci vs. Favorité (v anglickém originále Survivor: Caramoan — Fans vs. Favorites) je dvacátá šestá řada americké reality show Kdo přežije. Natáčela se od května do června roku 2012 a premiérově byla vysílána na CBS od 13. února do 12. května 2013. Na českých obrazovkách byla poprvé uvedena na TV Prima od 28. března do 17. dubna 2017.

## Poloha a doba natáčení
Série se odehrávala na Filipínách konkrétně v oblasti Caramoan. Natáčela se od 21. května do 28. června 2012.